# 三瓶町
三瓶町（みかめちょう）は、かつて愛媛県に存在した町。西宇和郡に属した。
2004年4月1日、東宇和郡明浜町、宇和町、野村町、城川町との東宇和郡・西宇和郡の垣根を越えた5町合併により消滅し、旧町域は西予市三瓶町となった。
夏祭りのイベントを「奥地の海のカーニバル」と名づけているなど「奥地」を逆手にとったまちおこしを進めてきた。

## 地理
- 愛媛県の西部に位置し、北は八幡浜市、東は東宇和郡宇和町（現・西予市宇和町）、南は東宇和郡明浜町（現・西予市明浜町）に接し、西は宇和海に面している。
- 深く切れ込んだ三瓶湾は波静かである。

### 地名の由来
昔、嵐の翌日、磯辺に三つの瓶が打ち上げられた。さらに、そこに棲むホウジョウ（蜷）も陸地まで押し上げられていた。神からの贈り物に違いないと考えた里人は、その瓶を神として祀った。また、この神を内陸の宇和町岩木に移したところ、海難事故が無くなったという。この言い伝えに基づいて「三瓶」と名付けられた。

## 歴史
古代
- 縄文式の石皿や弥生式の土器などが出土していることから、この時期には既に人が住んでいたものとみられる。

藩政期
- 1615年（元和元年） - 伊達秀宗の宇和島城入城とともに、宇和島藩の支配下となる。
- 1657年（明暦3年） - 吉田藩の分藩により津布理村、蔵貫村、加室浦（下泊）、影ヶ平村（和泉）を除く村、浦は伊予吉田藩領となる。

明治以降
- 明治初期 - 当町の地域には12浦があった。
- 1885年（明治18年） - 行政区の改正によって、津布理村外3箇浦、二及浦外2箇浦、蔵貫村外3箇浦に統合。
- 1889年（明治22年） 12月15日 - 町村制施行により、三瓶村、二木生村、三島村、双岩村となる。

三瓶町成立
- 1921年（大正10年） 9月3日 - 町制施行。三瓶村が（旧）三瓶町となる。
- 1955年（昭和30年）1月1日 - 一町二村と双岩村の一部が合体し、三瓶町（新）となる。
このときの町村の構成。
旧三瓶町（朝立・津布理・安土・有網代）
二木生村（二及・周木・垣生・長早）
三島村（蔵貫村・蔵貫浦・皆江・下泊・有太刀）
双岩村（一部、和泉・鴫山のみ）
- 2004年（平成16年）4月1日 - 明浜町・宇和町・野村町・城川町との新設合併により、行政体としての三瓶町は合併（平成の大合併）。

### 系譜
```
三瓶町の系譜
（町村制実施以前の村）　（明治期）
　　　　　　　　　　　　町村制施行時
朝立　　　━━━━┓
津布　　　━━━━┫　　　　　　　　　　町制施行（大正10年9月3日）
安土　　　━━━━╋━　三瓶村  ━━━　三瓶町　━━┓
有綱代　　━━━━┛　　　　　　　　　　　　　　　　┃
　　　　　　　　　　　　　　　　　　　　　　　　　　┃
周木　　　━━━━┓　　　　　　　　　　　　　　　　┃
二及　　　━━━━╋━　二木生村　━━━━━━━━━┫
垣生　　　━━━━┛　　　　　　　　　　　　　　　　┃（昭和30年1月1日）
　　　　　　　　　　　　　　　　　　　　　　　　　　┣━━　三瓶町　━━━━━┓
有太刀　　━━━━┓　　　　　　　　　　　　　　　　┃　　　　　　　　　　　　┃
蔵貫　　　━━━━┫　　　　　　　　　　　　　　　　┃　　　　　　　　　　　　┃
皆江　　　━━━━╋━━　三島村　━━━━━━━━━┫　　　　　　　　　　　　┃（平成16年4月1日）
下泊　　　━━━━┛　　　　　　　　　　　　　　　　┃　　　　　　　　　　　　┣━　西予市
　　　　　　　　　　　　　　　　　　　　　　双岩村大字和泉及び布喜川の一部　　┃
　　　　　　　　　　　　　　　　　　　　　　　　　　　　　　　　　　　　　　　┃
　　　　　　　　　　　　　　　　　　　　　　　　　　　　　明浜町　━━━━━━┫
　　　　　　　　　　　　　　　　　　　　　　　　　　　　　宇和町　━━━━━━┫
　　　　　　　　　　　　　　　　　　　　　　　　　　　　　野村町　━━━━━━┫
　　　　　　　　　　　　　　　　　　　　　　　　　　　　　城川町　━━━━━━┛

（注記）三瓶町以外の平成の合併以前の系譜については、それぞれの町の記事を参照のこと。

```

## 行政

### 平成の合併
三瓶町は、もともと山を挟んで隣接する東宇和郡宇和町やごみ処理を共同していた同郡明浜町との関係が深かった。一方、東宇和郡4町は、合併による市への昇格（合併特例）に期限が設けられていたため、急ピッチで合併協議を進めていた。三瓶町が東宇和郡の組み合わせに加わるなら早い時期が望ましいとの姿勢であった。三瓶町が独自に実施した職員アンケートでも東宇和郡の合併を求める比率が高かった。こうした事情のため三瓶町では、郡の属する西宇和郡と八幡浜市との合併ではなく、東宇和郡との合併を志向した。最終的には、東宇和郡全体+三瓶町の合併となった。合併の形態は新設合併である。
課題となったのが、広域行政の処理。消防・救急は消防本部は八幡浜市にあった。ごみ処理も八幡浜市の施設へ持ち込んでいた（元は明浜町との共同で設置した処理施設で処理していたが、老朽化していたうえ、処理人口が少なく、高温連続燃焼などダイオキシン対策が講じにくいといった問題があった）。結果として、三瓶町は長いつきあいのある八幡浜市・西宇和郡の側ではなく、つきあいが薄かった東宇和郡側につき、八幡浜市と郡内の他の町を「振った」形となった。このため、特に、消防や救急などを引き受けてきた八幡浜市は態度を硬化させ、「三瓶地域の消防などは新設される西予市でカバーすべき」「市になる（人口5万人や人口連坦の要件は満たしていないものの、合併特例で市昇格）ならそれくらいの行政能力はあるだろう」との態度であった。
なお、農業協同組合のエリアとしては西宇和農業協同組合のエリアである。

## 教育

### 高等学校
- 愛媛県立三瓶高等学校

## 医療機関

### 病院
- 三瓶病院

## 交通

### 鉄道
町内に鉄道はない。

### 路線バス
宇和島自動車 - 宇和町方面、八幡浜市方面と町内の下泊（しもどまり）方面、蔵貫（くらぬき）方面に運行。
- 特に八幡浜市方面行きのバスは、市立八幡浜病院が終点で同院を利用する高齢者には乗り過ごしの心配がなく、JR八幡浜駅前を経由するなど、利便性が高い。

### 道路
圏域の中心都市である八幡浜市と結ぶ道路は、以前は海岸回りと山回りとがあったが、山回りのルート（県道26号）が改良整備されたため、現在では両地域を結ぶ交通の中心はこちらに移っている。宇和島自動車による路線バスも、山回りの便はローカル線の割に便数も確保されているが、海岸回りの便は既に廃止されている（八幡浜と三瓶営業所からの路線が市町村境で途切れた格好になっている）。
東隣の東宇和郡宇和町と結ぶ道路（県道30号）も峠越えの難路であったが、近時改良が進んだ。このルートの改良による、地域どうしの結びつきの強化が平成の大合併の枠組み決定の追い風の一つとなった。バス路線はあるものの、利用が少なく、廃止検討対象路線の一つとなっている。
南隣の東宇和郡明浜町と結ぶ道路（国道378号）は八幡浜方面同様、「岬めぐり」の世界であり、バス路線も廃止されている。この事情については明浜町の記事参照。
国道
国道378号
県道
県道26号、県道30号
- 最寄インターチェンジ - 松山自動車道西予宇和インターチェンジ（西予市発足後に開設）

## 産業
- 漁業
海岸線は典型的なリアス式海岸で、湾内は屈曲の変化に富んでおり、ハマチ、ヒラメ、タイ等の養殖が盛んに行われている。また、まき網漁の基地でもある。
- 農業
ウンシュウミカンや、ニューサマーオレンジなど晩柑類の栽培が盛んに行われている。養豚が盛ん。
- 商工業
商業 北に隣接する八幡浜市と結ぶ道路が改良され、交通の便がよくなるに連れて、八幡浜市等への流出が顕著になっている。中心市街地である朝立（あさだつ）にはアーケードのある商店街も形成されているが、空き店舗もかなり多く、活気に乏しい。このほか、エーコープや地元資本によるスーパーと全国チェーンのホームセンター（コメリ）等がある。朝立以外の集落には、零細な商店が点在している。
- 製造業 - かつて大手紡績工場があり繊維産業が盛んであったが、既に撤退し、跡地は学校ほかの公共施設用地となっている。
縫製業
食品加工業（冷凍食品製造）
- 海運業

### 特産物
- 海産物 - ヒラメ、ハマチ、ウニ珍味、カワハギみりん干し、奥地あじ
- 農産物 - ニューサマーオレンジ、その他かんきつ類
- 農産加工品 - ニューサマーオレンジのマーマレード、ワイン『サマーキッス』

## 観光

### 名所
- みかめ本館
町の中心部に位置し、廃業したホテル「朝屋」の6階建物を三瓶町が購入し、ホテル・風呂の複合施設として、地域活性化の核としたもの。合併後の西予市において合併特例債等を活用し、改築、2004年度（平成16年度）オープン。
- 海の駅・潮彩館
みかめ本館とは道路を挟んだ近くに立地。他の地域における「道の駅」に当たる施設。町内で採れた新鮮な野菜や柑橘類、鮮魚等が販売されている。施設内にはマンボウやウミガメの泳ぐ水槽が設置され、水質に難が出てくる夏場を除いてほぼ1年中マンボウの生態に触れる事ができる。
- 須崎観音
ほぼ垂直に切り立った断崖の上に位置し、船の安全と漁業の繁栄を祈る観音像が設置されている。晴れた日には遠く九州まで一望できる景勝地でもある。一帯は須崎園地として公園になっており、四季折々の美しい自然が人々の眼を楽しませる。
- めだかの里
水田地帯の一画に住民の手により設置されたもので、かつての「里」の光景を偲ばせる。東屋や水車も設置されている。
- 段々畑（町内各地）
先人達が営々と急傾斜地を切開いて築いた石垣の段々畑が町内各地にみられ、現在も農業が行われている。かつては盛んに芋の作付が行われた。
- 魚霊塔（下泊）
- 海水浴場 - 二本松、池の浦、周木にあり。
- あらパーク

### 名物料理
- アジのあらい
いけすから揚げたての活きのいい鯵（アジ）を3枚におろし、氷で〆て、山のように盛って食べる。夏季の代表的な料理。
- さつま（薩摩汁） - 伊予さつまとも呼ばれる。
- 鯛そうめん
丸ごと一匹煮た鯛に、金糸玉子などをかけて「そうめん」の上に乗せた鉢盛。「鯛」の身を「そうめん」と混ぜて食べる。祝い事によく出される。
- ヒラメ（刺身）
町内では1980年頃から養殖を手がける業者が現れ、現在では、全国でも有数の出荷量を誇る。特に刺身で食べると美味。
- ふかの湯ざらし
フカ（鮫）の切り身を沸かした湯にくぐらせた後、冷水にさらしたもの。盛り付けとして、からし味噌を添える。
- ホータレ（ホオタレとも。カタクチイワシ）
ホー（頬）がタレル（落ちる）ほど美味しいということから名づけられた。刺身のほか天麩羅等で食べる。

### 銘菓・お土産
- なかひろのタルト
- 大黒屋のジャムロール
- マンボウ関連商品（クッキー、小物等） - 水槽で飼育しているマンボウになぞらえ、「海の駅」で販売。

### 郷土芸能
- 朝日文楽 - 操り人形を一口浄瑠璃に乗せて演じる観劇芝居で、愛媛県指定の無形民俗文化財[4]。

### イベント
- 海の祭典『奥地の海のカーニバル』
町おこしとして始められた三瓶地域の夏祭り。豚のロデオや人間カーリングなどのユニークな催しで知られるが、豚のロデオには動物虐待との批判がある[5][6]。2009年に全国の催し物やイベントを対象とした『第13回ふるさとイベント大賞』において奨励賞を受賞した。締めには海上からの打ち上げ花火もある。三瓶町が含まれる南予地方には「奥地」と呼ぶかどうかは別にして、僻地、遠隔地、条件不利地は多数あるが、三瓶町が愛媛県内で相対的に見て、「奥地」とは必ずしも言えない。この意味では「自虐」的な、奇をてらったネーミングといえる。

## 町のキャラクター
- 「げんきくん」 - ゆるキャラの一種。みかんを彷彿とさせるオレンジ色の真ん丸い体をし、頭には魚（色はピンク。鯛をモチーフにしている）と波をあしらったものを冠している。宇和〜三瓶線や町内文化会館近くの石ふみ場で立体化された立像を見ることができる。

## ご当地ソング
フォークデュオ・サスケが「愛 LOVE みかめ」（カップリング曲は「雨上がりの須崎」）と言う曲をご当地ソングとして以前リリースしている。

## 出身著名人
- 菊池武範（タイガー魔法瓶創業者）
- 塀内久雄（プロ野球選手、千葉ロッテマリーンズ）
- 細川一（医師、水俣病の公式発見者）
- 小野誠治（元卓球選手、1979年の卓球世界選手権平壌大会において世界チャンピオンとなる）
- 草彅剛（元SMAP）
- 山口淳（元ラグビー日本代表チームトレーナー）